# Раджойр
Раджойр (бенг. রাজৈর, англ. Rajoir) — город в центральной части Бангладеш, административный центр одноимённого подокруга. Площадь города равна 8,79 км². По данным переписи 2001 года, в городе проживало 18 001 человек, из которых мужчины составляли 51,54 %, женщины — соответственно 48,46 %. Плотность населения равнялась 2048 чел. на 1 км². Уровень грамотности населения составлял 32,5 % (при среднем по Бангладеш показателе 43,1 %). 